# サン・マルティーノ・イン・パッシーリア
サン・マルティーノ・イン・パッシーリア（イタリア語: San Martino in Passiria ; ドイツ語: St. Martin in Passeier ザンクト・マルティン・イン・パサイアー）は、イタリア共和国トレンティーノ＝アルト・アディジェ州ボルツァーノ自治県にある、人口約3,200人の基礎自治体（コムーネ）。パッシーリア渓谷に位置し事実上の中心地となっている。

## 地理

### 位置・広がり
ボルツァーノ自治県中北部、ヴァル・パッシーリア (it:Val Passiria) に位置するコムーネ。メラーノから北北東へ約14km、県都ボルツァーノから北北西へ約33km、ブレッサノーネから西北西へ約33km、州都トレントから北へ約80kmの距離にある。

#### 隣接コムーネ
隣接するコムーネは以下の通り。
- モーゾ・イン・パッシーリア
- リフィアーノ
- サン・レオナルド・イン・パッシーリア

## 行政

### 分離集落
サン・マルティーノ・イン・パッシーリアには、以下の分離集落がある。
- Cresta/Christl, Montaccio/Mataz, Novale/Ried, Saltusio/Saltaus, Sorgente/Quellenhof, Valclava/Kalmtal, Vallone/Flon

### Comunità comprensoriale
ボルツァーノ自治県が設けた行政区画 Comunità comprensoriale では、ブルグラヴィアート / ブルクグラーフェンアムト  (Burggrafenamt) （中心地: メラーノ）に属する。
- ブルクグラーフェンアムト
- ブルクグラーフェンアムトのコムーネ（中心地メラーノは9）。サン・マルティーノ・イン・パッシーリアは18。

## 住民

### 言語
| 言語集団調査（2011年） | 言語集団調査（2011年） | 言語集団調査（2011年） | 言語集団調査（2011年） | 言語集団調査（2011年） |
| ---------------------- | ---------------------- | ---------------------- | ---------------------- | ---------------------- |
|                        |                        |                        |                        |                        |
| ドイツ語               | ドイツ語               |                        | 99.10%                 | 99.10%                 |
| イタリア語             | イタリア語             |                        | 0.86%                  | 0.86%                  |
| ラディン語             | ラディン語             |                        | 0.03%                  | 0.03%                  |

2011年に行われた、住民がドイツ語・イタリア語・ラディン語のいずれの「言語集団」に属するかの調査によれば（ボルツァーノ自治県#言語集団調査参照）、住民の約99%がドイツ語話者である。